# Alien8 Recordings
Alien8 Recordings  es una compañía discográfica independiente canadiense, fundada en 1996 por Sean O'Hara y Gary Worsley, en la cual se especializa principalmente en la música noise.
La discográfica se especializa en el noise, pero también le abre pasos a artistas de culto del rock, experimental, jazz, improvisación libre, entre otros.

## Algunos artistas de la discográfica
- Les Georges Leningrad
- Lesbians on Ecstasy
- Merzbow
- Nadja
- Set Fire to Flames
- Shalabi Effect
- The Unicorns